# 坂本和正
坂本 和正（さかもと かずまさ、1938年 - 2018年2月18日）は、日本の家具・インテリアデザイナー。東京都生まれ。
桑沢デザイン研究所卒業。同期生には、中西元男、丸山欣也、山田脩二などがいる。1961年から1966年まで、坂倉準三建築事務所（現坂倉建築研究所）に在籍。在籍中には、東京オリンピック 羽田空港サインボードなどを担当した。1966年から1974年まで豊口克平デザイン研究所に在籍し、主に博物館の企画展示計画設計を担当する。1974年、デザインワークショップ「方圓館」を設立（1990年、株式会社方圓館に改称）。数多くの建築家とのコラボレーションを行う。教会、博物館、学校、福祉施設、住宅などの家具やインテリアデザインを手がける。手触り感のある独特な造形力をもった家具をデザインする。
象設計集団とは、宮代町立コミュニティセンター進修館（1980年竣工）の家具を協働設計をはじめ、名護市庁舎（1981年竣工）の家具・サインデザイン、津山洋学資料館（2009年竣工）では、家具デザインおよび展示計画を担当した。
1985年、丸山欣也と共同で手がけた、家具シリーズ「Cag」は、レーザーカットを用いて部材を加工したもので、パリ装飾工芸美術館（フランス語: Musée des Arts décoratifs (Paris)）に永久所蔵。
東京サレジオ学園（現社会福祉法人東京サレジオ学園、東京都小平市、建築設計：坂倉建築研究所・藤木隆男建築研究所）では一連の家具設計を担当。1989年、ドン・ボスコ記念聖堂小聖堂、並びに各聖堂内一連の美術作品によって、他の共同制作者らとともに、第１４回吉田五十八賞を受賞した。